# QuiLéxico
quiLéxico es un diccionario online que recopilaba términos y expresiones populares de algunas localidades de la región española de Extremadura y de la provincia de Ávila. La aplicación, basada en la tecnología ASP.NET, permitía ejercer las consultas a través de un listado o de un buscador.

## Historia
quiLéxico, aparecido en 2011, fue desarrollado por Ángel Manuel García Carmona, por entonces estudiante de 4º de ESO. La palabra «quiLéxico» es derivada de «qui-», en referencia a Quintana de la Serena, localidad de residencia del programador y «léxico». En sus comienzos, era una aplicación para Facebook que permitía consultar algunos términos propios de dicha localidad extremeña, pero a las pocas semanas se consolidó como una página web donde se podían consultar las palabras como una lista desplegable.
En octubre de 2011 se publicó una versión web adaptada a smartphones. Un mes después  se habilitó un formulario de aportaciones léxicas, a través del cual los usuarios pueden contribuir vocabulario y expresiones populares y se empezaron a implementar secciones para otras localidades, como Retamal de Llerena, Castuera, Campanario y Madrigalejo, además de un buscador de texto y, para algunos navegadores, un buscador de voz; el listado fue retirado a otra sección hasta finales de 2013, ciuando se volvió a ofrecer como opción de búsqueda. 
Durante 2012 aparecieron secciones para Talavera la Real, Orellana de la Sierra, Malpartida de Cáceres y Cabeza del Buey. En 2013, se habilitaron las secciones de La Nava de Santiago y Villanueva de la Serena.A fecha de principios de 2014, las bases de datos recopilan unos 2000 términos. Durante ese verano, se dio cobertura a la fala.